# Benjamin Ashkenazy

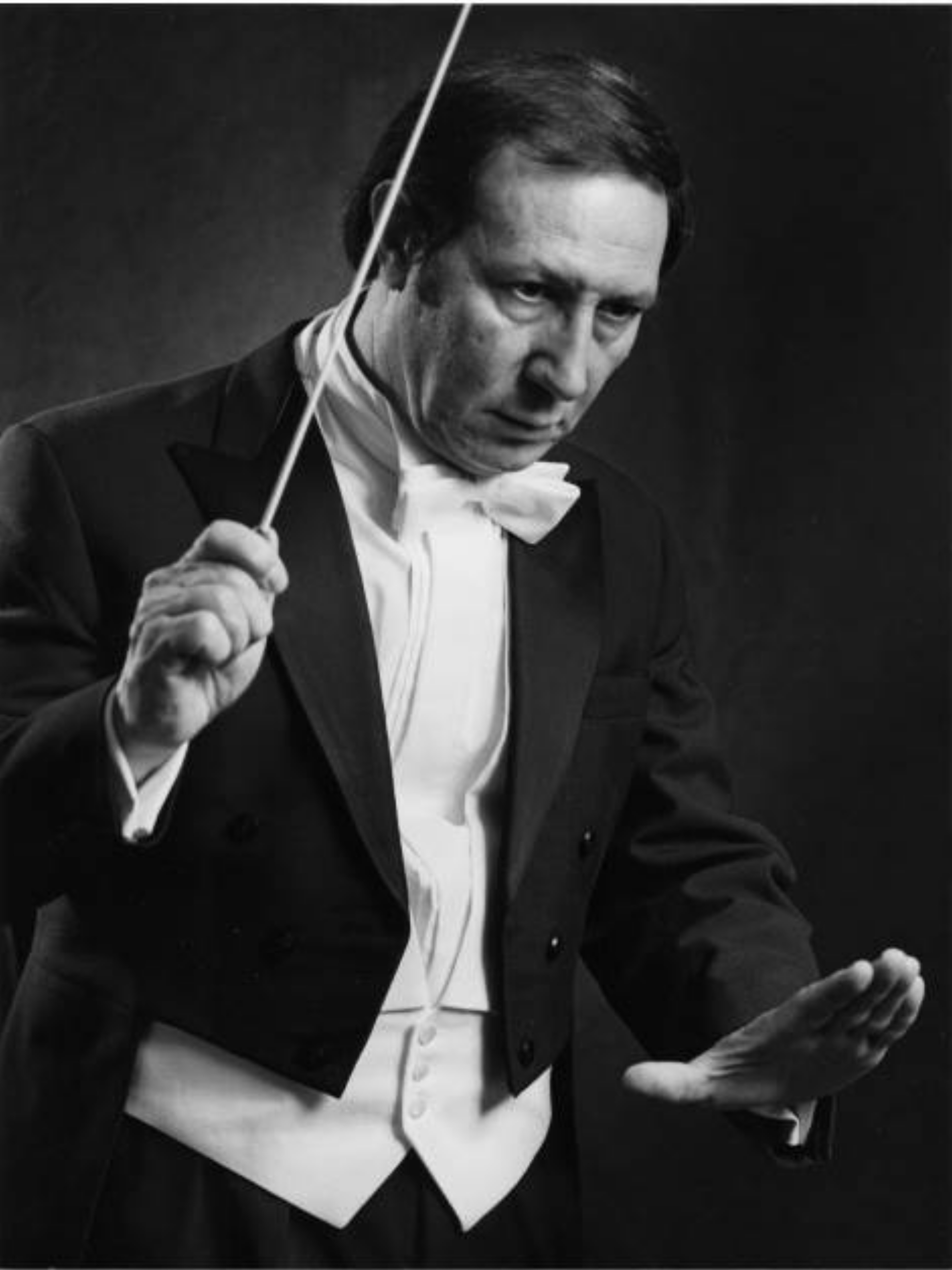
Benjamin Ashkenazy

Benjamin Ashkenazy (Sofia, 28 maart 1940) is een Israëlische dirigent en componist van Joods-Bulgaarse komaf.

## Opleiding
Ashkenazy emigreerde in 1948 met zijn familie naar Israël. Hij studeerde compositie bij Yizhak Sadai en orkestdirectie, piano en klarinet aan de Universiteit van Tel Aviv en de Rubin Academy in Jeruzalem. Daarna vertrok hij naar Europa en studeerde hij verder bij de dirigenten Franco Ferrara, Roberto Benzi en Sergiu Celibidache. Vanaf 1973 woont Ashkenazy in Nederland en studeerde hij orkestdirectie bij Louis Stotijn en compositie bij Peter Schat aan het Koninklijk Conservatorium in Den Haag

## Werkzaamheden
Ashkenazy was actief als dirigent bij orkesten in Nederland, Polen, Roemenië, Italië, Israël en Bulgarije. Hij was dirigent van een kamerorkest in Nederland dat voornamelijk 20e-eeuwse muziek speelde. Van het Vidin Philharmonic Orchestra in Bulgarije en het Transylvania State Philharmonic Orchestra Cluj-Napoca in Roemenië is hij adviseur en vaste gastdirigent. Ashkenazy is verbonden aan de Schumann Akademie in Den Haag als docent compositie, muziektheorie en orkestdirectie. Sinds 1993 is Ashkenazy artistiek directeur van het Internationale Klassieke Muziekfestival in Warschau.
Ashkenazy is auteur van het boek The Systematical Proces in Solfege and Harmony.

## Composities
Ashkenazy schreef een aantal werken voor symfonieorkest, kamermuziek en filmmuziek. Hij kreeg compositieopdrachten in Nederland en daarbuiten.

## Prijzen en onderscheidingen
Ashkenazy won de eerste prijs van de internationale dirigentencompetitie in Bordeaux, Frankrijk.